# عمران غلام
عمران غلام (مواليد 1 فبراير 1980) لاعب كريكت بحريني. لعب في عام 2013 في دوري الكريكيت العالمي للدرجة السادسة.

## روابط خارجية
- عمران غلام على موقع إي آس بي آن كريك إنفو (الإنجليزية)